# 弗里德里希·馮·維塞爾

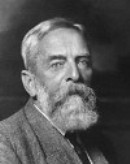
弗里德里克·馮·維塞爾

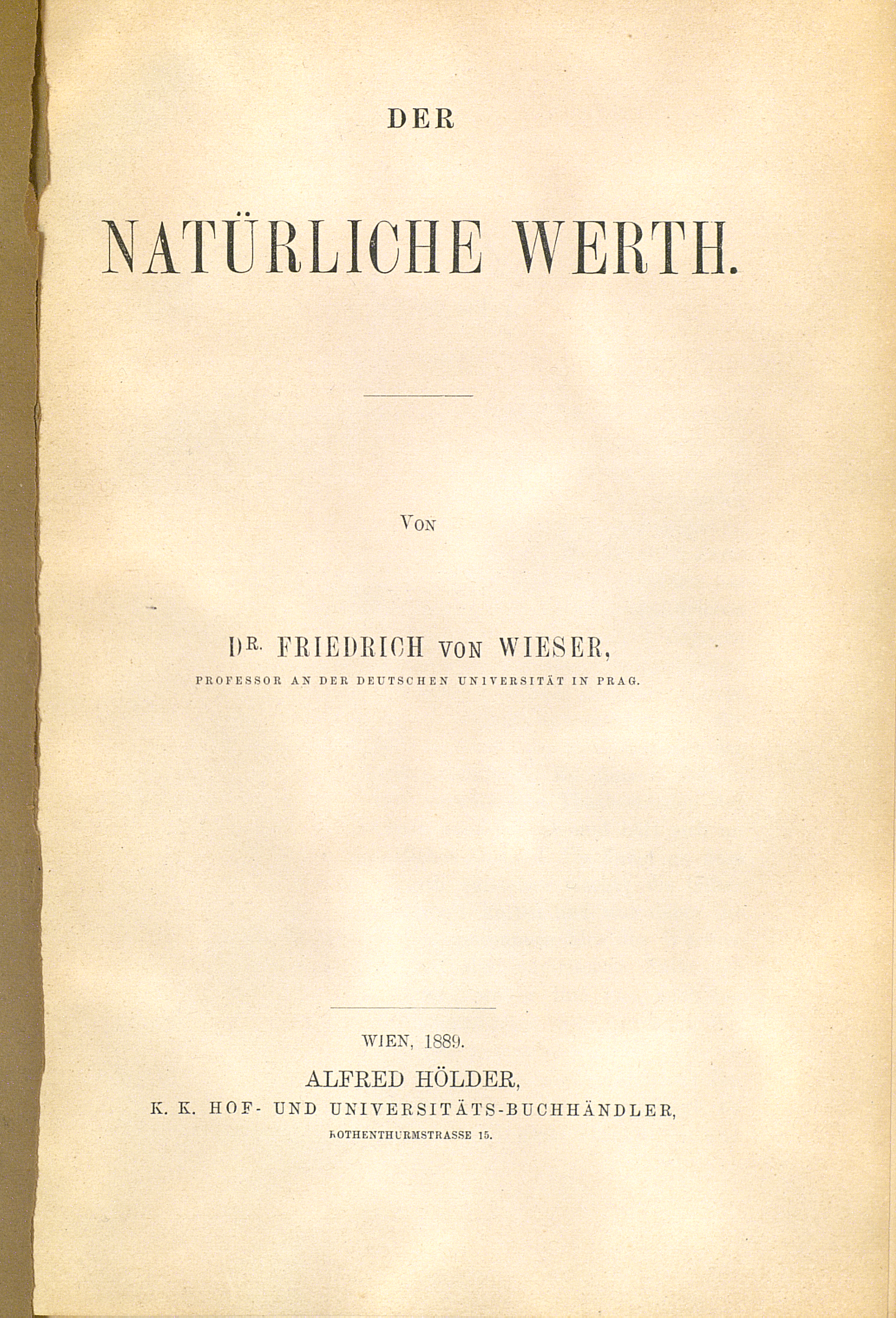
Naturliche Werth, 1889

弗里德里希·馮·維塞爾（德語：Friedrich von Wieser，1851年7月10日—1926年7月22日）是奧地利經濟學派早期的經濟學家。
維塞爾生於維也納，父親是奧地利國防部的高階官員。他最初學習的是社會學和法律學。他也是另一位知名的奧地利經濟學派學者歐根·博姆-巴維克的好朋友。維塞爾畢生在維也納大學和布拉格大學任教，直到1903年由卡爾·門格爾接替，門格爾和博姆-巴維克一同開創了奧地利經濟學派，並教導出了許多下一代的奧地利經濟學家包括了路德維希·馮·米塞斯、弗里德里克·哈耶克和約瑟夫·熊彼特。他在1917年成為了奧地利的財政部長。
維塞爾對經濟學的兩大貢獻之一是「歸屬」（imputation）理論，主張產品的要素價格是由生產價格加上机会成本所決定的，這個理論成為了奧地利經濟學派價值的主觀理論的基礎，也成為了新古典派经济学的基礎之一。
在這些理論的發展中，維塞爾使新古典派经济学改以边际效用為基礎來研究稀缺性和資源的分配，亦即在資源有限而慾望無限的情況下，边际效用決定了產品的價值。維塞爾的歸屬理論使得這個原則能夠被套用至任何經濟學理論中。
維塞爾最知名的兩本著作分別是詳細解釋了機會成本和歸屬理論的Natural Value （1889）、以及試著將其理論套用至現實世界的Social Economics（1914）。
經濟計算問題的爭論便是開始於維塞爾所主張的：沒有了準確的經濟計算，經濟效率將會低落無比甚至無法運行。對他而言，價格就代表了市場狀況的指示燈，反應了市場的各種資訊，也因此是任何經濟活動都不可或缺的。因此一個社會主義的經濟體制將無法計算複雜的經濟問題，除非他們採取價格機制才有可能運行。
他也強調企業家在經濟轉變上的重要，他認為企業家是「英雄式的個人，領導經濟邁向新的世界」。這種企業家領導者的概念後來也被約瑟夫·熊彼特採納，用於研究經濟的變革。

## 外部連結
- 維塞爾的政治生涯 （页面存档备份，存于）
- 傳記